# العصفور (فلم فلسطيني)
العصفور هو فيلم من أعمال المخرج الفلسطيني نصري حجاج، وإنتاج النمساوي كورت ماير في النمسا عام 2018. يبرز فيه المعاناة والذل والاستبداد داخل السجون العربية مع الإبقاء على أمل الحرية، من خلال قصة أم مسجونة تنجب داخل أحد السجون العربية، ويبين فيه جوانب من معاناة السوريين بعد الثورة، وحياته في مخيم عين الحلوة.
عُرض الفيلم في مهرجان مالمو للسينما العربية في السويد، وحاز على جائزة الزيتونة الذهبية لأفضل فيلم روائي قصير في مهرجان القدس الدولي.

## القصة
تدور أحداث الفيلم في سجن قديم غير معروف، لعدم الإشارة إلى هوية المكان. تظهر فيه شخصية السجين والذي يقوم به الممثل اللبناني حسان مراد، والسجينة التي يقوم بدورها الممثلة السورية ريم علي، والطفلة بيسان، والسجّان بشخصيته الغامضة، ليعكس نصري موقفاً أخلاقياً سابق إيزاء آلية القمع العربية.
يمسك السّجان السجين بوحشية وهو يعصب عينيه لينقله لغرفة أخرى من السجن، فيلتقي بالغرفة الجديدة بالسجينة التي تحتضن طفلتها التي انجبتها داخل السجن في تيهٍ منها بعدد السنوات التي أمضتها في السجن، سبعة أو ثمانية سنوات من المعاناة، ثم تبدأ بمعاناة تقرب السجّان منها ومن طفلتها، تبدأ السجينة بالاعتياد عندما يصبح السجّان قريباً من طفلتها ويروي لها حكاية العصفور والشمس التي لا تعرفهما، والتي تخالف دوره الموكل به، باستعطافٍ منه للطفلة وبكائه عليها. يفشل السجين في مهمته الغامضة التي يرمز لها المخرج، ويخرجه السجّان من الغرفة في وسط شتيمة وسخرية. تتعلم الطفلة كلمات ترددها، كعدها للأرقام، وتدخل بينها كلمة عصفور وشمس، في إشارة من المخرج أنهم في سجن صغير داخل سجن عربي كبير.